# 요시 울리 월드
《요시 울리 월드》(영어: Yoshi's Woolly World, 일본어: ヨッシー ウールワールド)는 2015년 닌텐도와 Good-Feel이 공동 제작한 요시 시리즈의 Wii U용 게임이다. 1997년에 제작된 요시 스토리에 이어 요시 시리즈의 3번째 비휴대용 게임이다. 유럽과 일본에서는 2015년 6월 25일에, 북아메리카에서는 10월 16일에 발매되었다.

## 특징
요시 울리 월드는 닌텐도와 Good-Feel이 만든 게임들 중에서 털실 커비 이야기에 이어 2번째의 털실 요소를 가진 닌텐도의 비디오 게임이다. 요시 아일랜드는 크레파스의 테마, 페이퍼 마리오는 종이의 테마를 가진 것과 비슷한 맥락으로 이해하면 된다. 아미보(amiibo)와 호환이 되어, Wii U 컨트롤러에 아미보를 올려 놓으면 해당 코스튬의 요시로 플레이할 수 있으며, 또한 이 게임과 함께 3색의 털실 요시 아미보가 발매되었다. 3ds용으로는 털실 포치 아미보가 발매되었다.